# Regierung Fälldin III

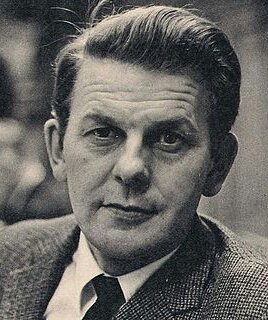
Thorbjörn Fälldin war zwischen 1976 und 1978 sowie von 1979 bis 1982 Ministerpräsident Schwedens.

Die Regierung Fälldin III war die schwedische Regierung von 1981 bis 1982.
Am 22. Mai 1981 bildete Ministerpräsident Thorbjörn Fälldin sein drittes Kabinett, das die Regierung Fälldin II ablöste. Während seiner Amtszeit kam es am 27. September 1981 zu Spannungen mit der Sowjetunion wegen eines U-Bootes der sowjetischen Marine vor dem Marinehafen Karlskrona. Diese U-Boot-Vorfälle in Schweden waren Gegenstand mehrerer Untersuchungsausschüsse des Reichstages. Bei der Wahl zum Schwedischen Reichstag am 19. September 1982 stellte die Sozialdemokratische Arbeiterpartei SAP (Sveriges socialdemokratiska arbetareparti) des ehemaligen Ministerpräsidenten Olof Palme mit 166 der 349 (45,6 Prozent) erneut die meisten Abgeordneten im Reichstag (Sveriges riksdag). 
Zweitstärkste Kraft wurde die Moderate Sammlungspartei M (Moderata samlingspartiet) von Ulf Adelsohn mit 86 Mandaten (23,6 Prozent), gefolgt von der Zentrumspartei C (Centerpartiet) des bisherigen Ministerpräsidenten Thorbjörn Fälldin mit 56 Sitzen (15,5 Prozent), Volkspartei FP (Folkpartiet) unter dem früheren Ministerpräsidenten Ola Ullsten mit 21 Sitzen (5,9 Prozent) und der Kommunistischen Linkspartei VPK (Vänsterpartiet kommunisterna) unter Lars Werner, die wiederum 20 Abgeordnete (5,6 Prozent) stellte. Damit verfügte die bisherige bürgerliche Koalition nur noch über 163 Sitze im Reichstag, woraufhin Fälldin als Ministerpräsident am 8. Oktober 1982 zurücktrat und Olof Palme die Regierung Palme II bildete.

## Minister
Dem Kabinett gehörten folgende Minister an:
| Amt                                  | Name               | Partei      | Beginn der Amtszeit | Ende der Amtszeit |
| ------------------------------------ | ------------------ | ----------- | ------------------- | ----------------- |
| Ministerpräsident                    | Thorbjörn Fälldin  | C           | 22. Mai 1981        | 8. Oktober 1982   |
| Außenminister                        | Ola Ullsten        | FP          | 22. Mai 1981        | 8. Oktober 1982   |
| Justizminister                       | Carl Axel Petri    | Parteiloser | 22. Mai 1981        | 8. Oktober 1982   |
| Verteidigungsminister                | Torsten Gustavsson | C           | 22. Mai 1981        | 8. Oktober 1982   |
| Sozialministerin                     | Karin Söder        | C           | 22. Mai 1981        | 8. Oktober 1982   |
| Kommunikationsminister               | Claes Elmstedt     | C           | 22. Mai 1981        | 8. Oktober 1982   |
| Minister für Wirtschaft und Haushalt | Rolf Wirtén        | FP          | 22. Mai 1981        | 8. Oktober 1982   |
| Bildungsminister                     | Jan-Erik Wikström  | FP          | 22. Mai 1981        | 8. Oktober 1982   |
| Landwirtschaftsminister              | Anders Dahlgren    | C           | 22. Mai 1981        | 8. Oktober 1982   |
| Handelsminister                      | Björn Molin        | FP          | 22. Mai 1981        | 8. Oktober 1982   |
| Minister für den Arbeitsmarkt        | Ingemar Eliasson   | FP          | 22. Mai 1981        | 8. Oktober 1982   |
| Minister für Wohnungswesen           | Birgit Friggebo    | FP          | 22. Mai 1981        | 8. Oktober 1982   |
| Minister für Kommunen                | Karl Boo           | C           | 22. Mai 1981        | 8. Oktober 1982   |
| Industrieminister                    | Nils Åsling        | C           | 22. Mai 1981        | 8. Oktober 1982   |
| Gesundheitsministerin                | Karin Ahrlander    | C           | 22. Mai 1981        | 8. Oktober 1982   |
| Einwanderungsministerin              | Karin Andersson    | C           | 22. Mai 1981        | 8. Oktober 1982   |
| Personalminister                     | Olof Johansson     | C           | 22. Mai 1981        | 8. Oktober 1982   |
| Schulministerin                      | Ulla Tillander     | C           | 22. Mai 1981        | 8. Oktober 1982   |

## Hintergrundliteratur
- Das 20. Jahrhundert. Ein illustrierter Rückblick auf 100 Jahre Weltgeschehen, H+L Verlagsgesellschaft, Köln 1999
- Der Große Ploetz. Die Enzyklopädie der Weltgeschichte, Verlag Vandenhoeck & Ruprecht, 35. Auflage, Göttingen, 2008, ISBN 978-3-525-32008-2